# Knoxville Challenger 2021
Il Knoxville Challenger 2021 è stato un torneo maschile di tennis giocato sul cemento indoor. Era la 17ª edizione del torneo, facente parte della categoria Challenger 80 nell'ambito dell'ATP Challenger Tour 2021. Si è giocato al Goodfriend Indoor Tennis Center di Knoxville, negli Stati Uniti, dall'8 al 14 novembre 2021.

## Partecipanti

### Teste di serie
| Nazionalità | Giocatore         | Ranking* | Testa di serie |
| ----------- | ----------------- | -------- | -------------- |
| Stati Uniti | Tennys Sandgren   | 93       | 1              |
| Germania    | Daniel Altmaier   | 106      | 2              |
| Canada      | Vasek Pospisil    | 113      | 3              |
| Stati Uniti | Mitchell Krueger  | 148      | 4              |
| Stati Uniti | Jack Sock         | 153      | 5              |
| Stati Uniti | Jeffrey John Wolf | 159      | 6              |
| Kazakistan  | Dmitry Popko      | 171      | 7              |
| Stati Uniti | Bjorn Fratangelo  | 172      | 8              |

* Ranking al 1º novembre 2021.

### Altri partecipanti
I seguenti giocatori hanno ricevuto una wild card per il tabellone principale:
- Aleksandar Kovacevic
- Emilio Nava
- Adam Walton

Il seguente giocatore è entrato in tabellone con il protected ranking:
- Tatsuma Itō

I seguenti giocatori  sono entrati in tabellone come alternate:
- Christian Harrison
- Malek Jaziri
- Peter Polansky

I seguenti giocatori sono passati dalle qualificazioni:
- JC Aragone
- Gijs Brouwer
- Aidan McHugh
- Donald Young

## Punti e montepremi
| Torneo    | Torneo              | V     | F     | SF    | QF    | 2T  | 1T  | Q | Q2  | Q1  |
| Singolare | Punti               | 80    | 48    | 29    | 15    | 7   | 0   | 4 | 2   | 0   |
| Singolare | Premi in denaro ($) | 7 200 | 4 240 | 2 510 | 1 460 | 860 | 520 | – | 260 | 130 |
| Doppio    | Punti               | 80    | 48    | 29    | 15    | –   | 0   | – | –   | –   |
| Doppio    | Premi in denaro ($) | 3 100 | 1 800 | 1 080 | 640   | –   | 360 | – | –   | –   |

## Campioni

### Singolare
Christopher Eubanks ha sconfitto in finale  Daniel Altmaier con il punteggio di 6–3, 6–4.

### Doppio
Malek Jaziri /  Blaž Rola hanno sconfitto in finale  Miguel Ángel Reyes Varela /  Hans Hach Verdugo con il punteggio di 3–6, 6–3, [10–5].